# 博尔戈

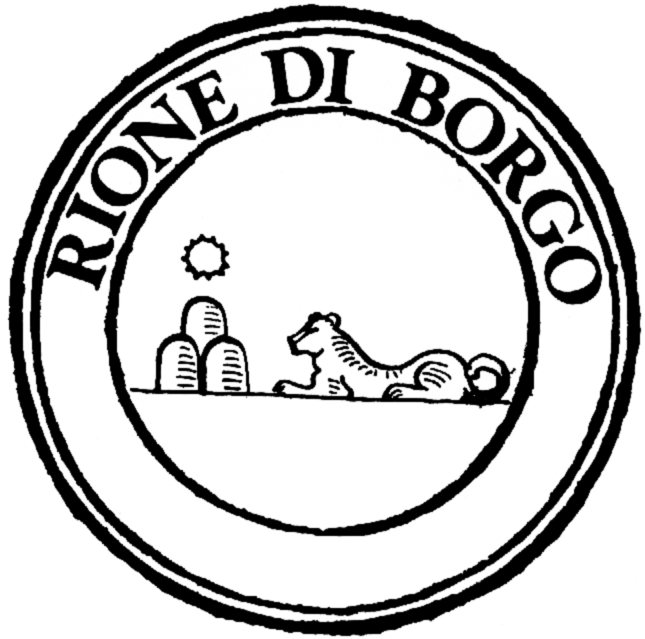
区徽

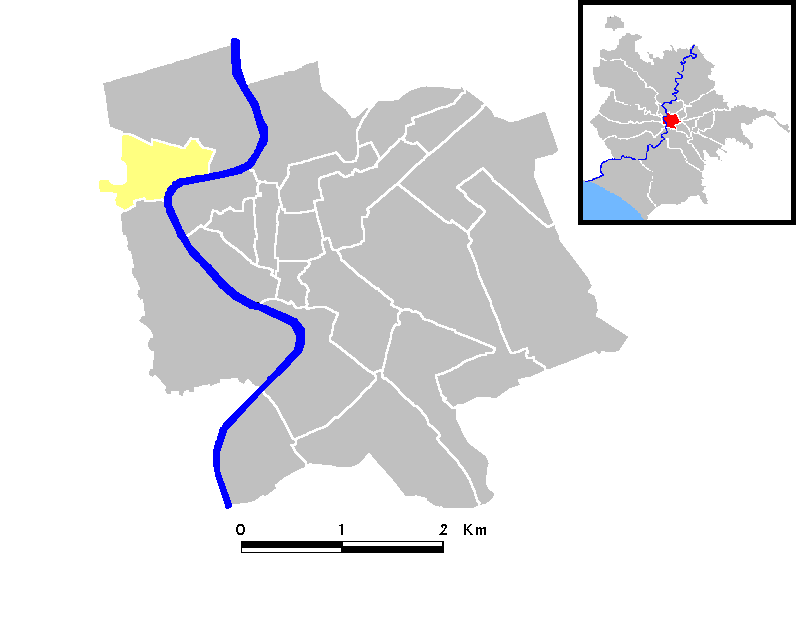
位置

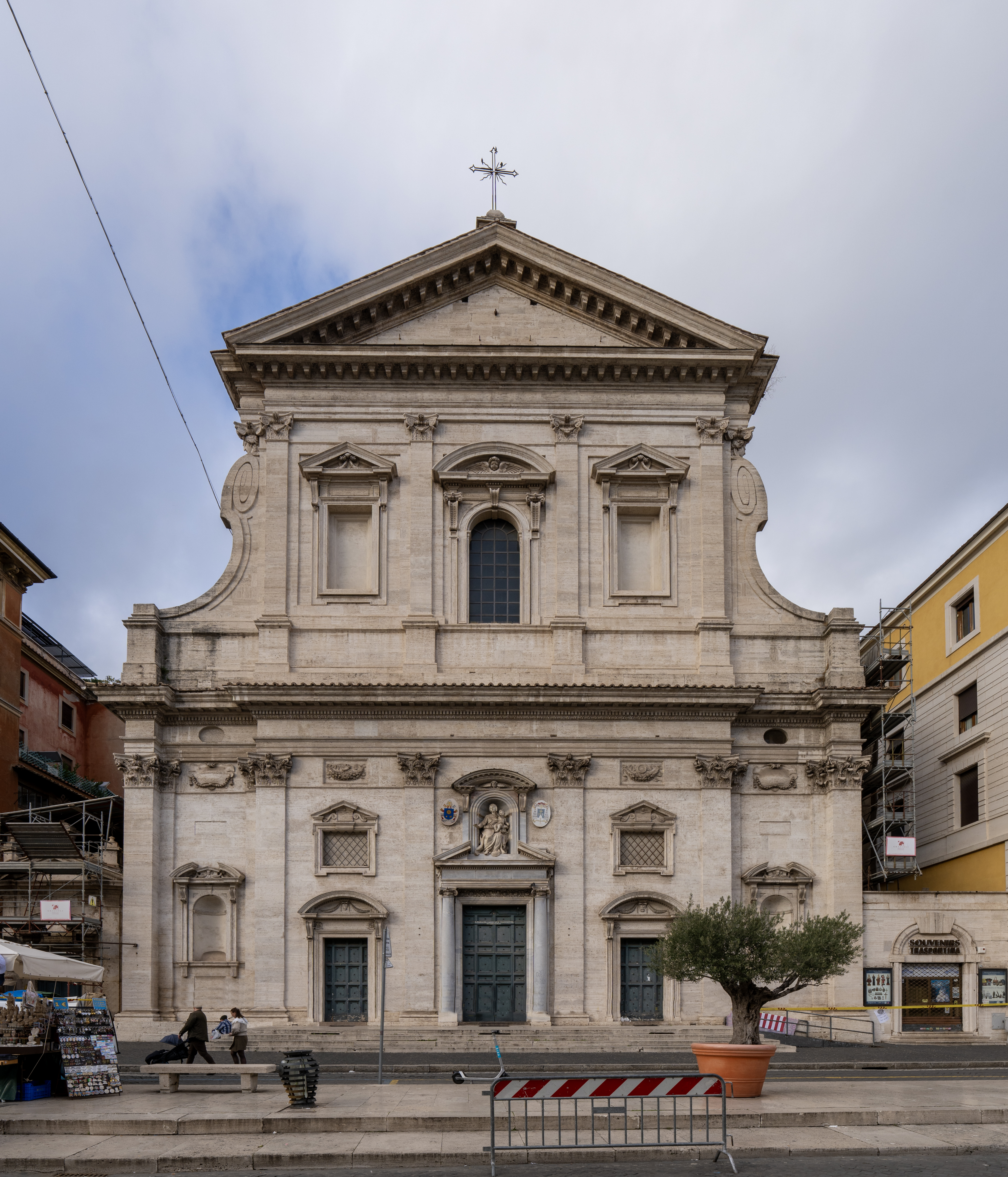
Santa Maria in Traspontina

博尔戈（義大利語：Borgo）是罗马的第14区，位于台伯河西岸，呈梯形，其区徽是一只狮子，躺在三座山和一颗星星前面。这个纹章也是西斯都五世的徽章，是他将博尔戈并入罗马。
博尔戈西邻梵蒂冈的圣伯多禄广场，东到台伯河，北面毗邻普拉蒂区，南面毗邻特拉斯提弗列。
博尔戈的一部分是平坦的台伯河冲积沙土平原，和粘土丘陵区。
东西向的主要道路（除了协和大街）不称为“街”（Vie），而称为“村”（Borghi）。
博尔戈在20世纪上半叶经历了重大变化，但是作为圣伯多禄大殿和梵蒂冈宫的前院，仍保持其历史意义。

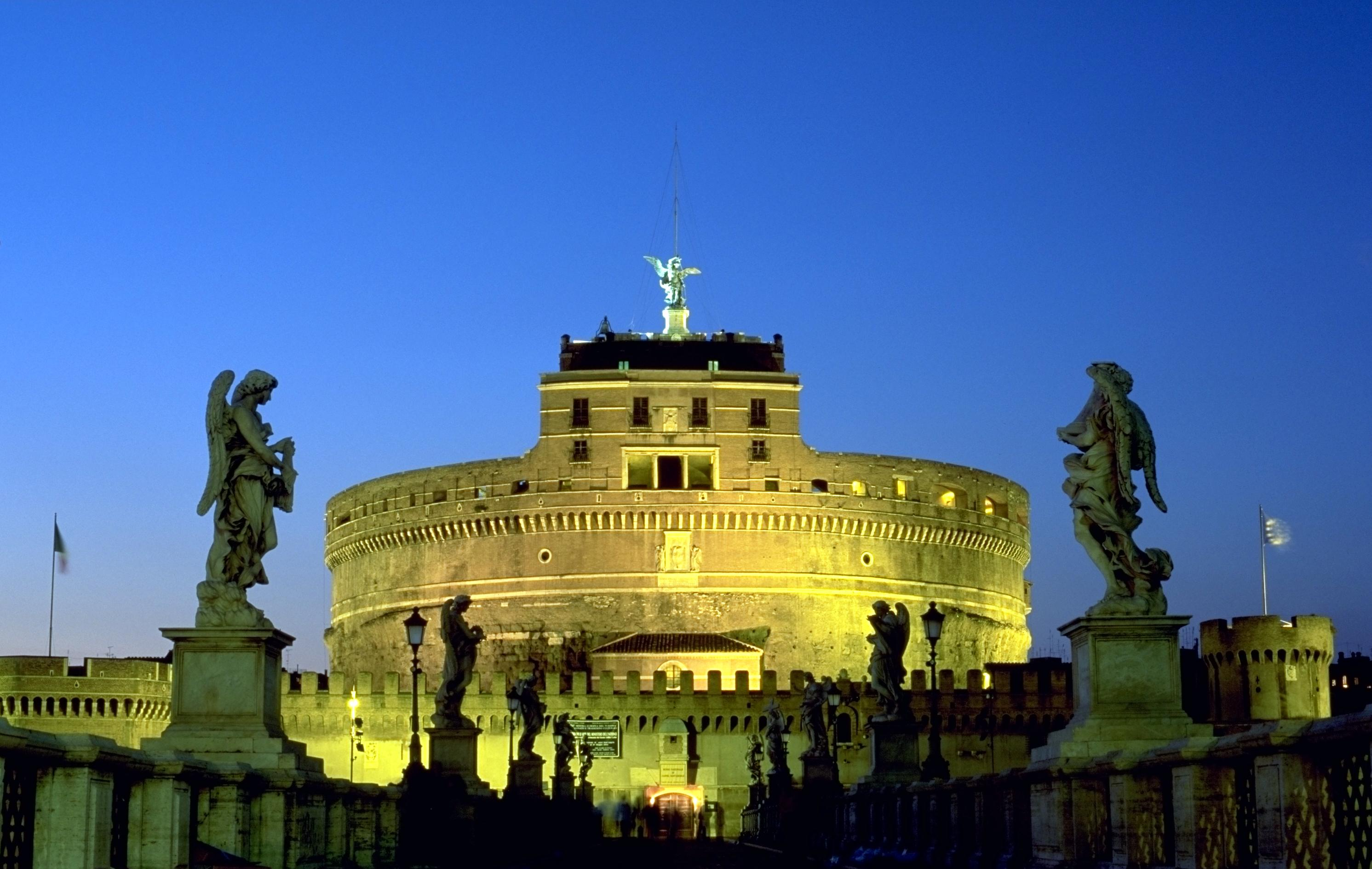
圣天使城堡

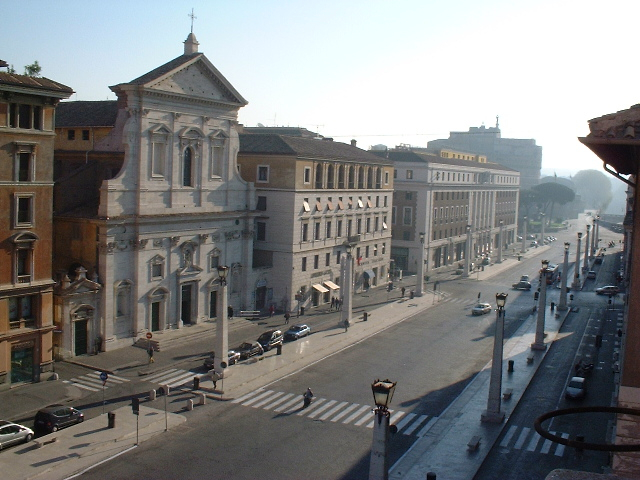
协和街

本笃十六世在被选为教宗之前，曾经生活在博尔戈超过20年时间。
Passetto以南，该区显出完全不同的另一面：现在只有一些办公室（主要属于梵蒂冈），一座会堂，和庞大的圣神医院建筑群（已开业800多年）。唯一与过去的联系是协和街上的纪念品商店。
2000年，千禧年大庆引起朝圣者的侵入和房地产繁荣。一些公寓成为游客的住处，许多工匠被迫离开该区，作坊改为快餐店和纪念品商店。
2005年，在若望保禄二世去世和本笃十六世当选的几周内，该区受到来到罗马纪念已故教宗数百万朝圣者的冲击。